# Refacturation informatique et rétroAnalyse
La rétrofacturation informatique (IT chargeback) et la rétroanalyse informatique (IT showback) (mémo-back) sont deux politiques utilisées par les services informatiques pour maitriser et facturer les coûts associés à l'usage de chaque service ou division.

## Rétrofacturation (Chargeback)
La nécessité de comprendre et de maîtriser les coûts informatiques et leurs composantes dans un but de financer l'organisation informatique notamment face aux demandes inattendues des services utilisateurs. Cette necessité a conduit au développement de mécanismes de rétrofacturation : un service demandeur reçoit une facture interne (ou « facture croisée ») pour les coûts directement liés à l'infrastructure, au transfert de données, aux licences d'application, à la formation, etc., qu'ils génèrent. Le but de la rétrofacturation comprend :
- Rendre les départements responsables de leur usage et de leur consommation, par exemple afin de maitriser les demandes des ressources notamment celles qu'ils n'utiliseront pas
- Donner de la visibilité au responsable informatique et à la direction sur l'origine et les raisons des coûts informatiques
- Permettre au service informatique de répondre à une demande inattendue des clients en disant « oui, nous pouvons le faire, mais vous devrez payer pour cela » au lieu de dire « non, nous ne pouvons pas faire cela car ce n'est pas dans le budget ».
- Il y a aussi un but de passer d'un centre de côut à un centre de service.

Depuis 2011, les mécanismes de rétrofacturation sont souvent controversés dans les organisations. Les départements paient rarement directement leur propre facture d'électricité, leurs services de conciergerie, etc. - ceux-ci sont attribués aux départements en fonction du nombre d'employés ou de la superficie qu'ils occupent. De même, les départements peuvent s’attendre à payer une allocation fixe pour l’informatique et à obtenir en retour un ensemble flexible de services répondant à leurs besoins. Bien que les discussions sur une telle allocation soient toujours difficiles, voir des frais variables réels arriver sur une base mensuelle pour des niveaux d'utilisation spécifiques peut créer un conflit à la fois entre le service informatique et ses clients internes, et entre un chef de service et les utilisateurs qui ont provoqué une augmentation de la consommation de ressources. et donc les coûts augmentent.
L'essor des services informatiques par abonnement ( cloud computing ) pourrait rendre les mécanismes de rétrofacturation plus acceptables.

## RétroAnalyse (Showback)
Vers 2010, le concept de showback (Retroanalyse) a émergé pour conserver les avantages de la rétrofacturation sans certains de ses inconvénients. Elle permet de sensibiliser sur les ressources utilisées et participier à la maîtrise des coûts. le showback (Retroanalyse) consiste à fournir à la direction informatique, aux départements et à la direction de l'entreprise une analyse des coûts informatiques dus à chaque département, sans réellement facturer ces coûts.
La pression exercée sur les départements pour limiter leur utilisation est moins directe, mais la prise de conscience des coûts amène généralement les chefs de département et la haute direction à se demander pourquoi un département « dépense » plus qu'un autre en informatique.